# Lale Andersen
Lale Andersen (Bremerhaven, Alemanha, 23 de março de 1905 – 29 de agosto de 1972) foi uma cantora e compositora alemã. Ela ficou conhecida por sua interpretação da canção Lili Marleen de 1939, que foi tremendamente popular em ambos os lados beligerantes da II Guerra Mundial.

## Biografia
Seu nome de batismo era Liese-Lotte Helene Berta Bunnenberg.. Em 1922, com 17 anos, ela se casou com Paul Ernst Wilke (1894 – 1971), um pintor local. Eles tiveram três filhos: Björn, Carmen-Litta e Michael. Pouco tempo depois do nascimento do terceiro filho, o casamento acabou. Deixando as crianças com os parentes (a irmã Thekla e o irmão Helmut), Lale foi para Berlim em 1929, onde tentou uma carreira no teatro. Em 1931, ela se divorciou
No mesmo ano de 1931, começou a se apresentar em vários cabarés de Berlim. De 1933 a 1937, se apresentou no Schauspielhaus em Zurique, onde conheceu Rolf Liebermann,, com que manteve uma amizade até o fim da vida. Em 1938, Lale foi para Munique, no cabaret Simpl, e mais tarde, no prestigiado Kabarett der Komiker, de Berlim.

### Lili Marleen e a Guerra
Enquanto se apresentava no Kabarett der Komiker, ela se encontrou com Norbert Schultze, compositor da música Lili Marleen. Lale a gravou em 1939, mas somente quando a Soldatensender Belgrad (Rádio militar de Belgrado), na Iugoslávia então ocupada pelos nazistas (1941), colocou-a na sua programação musical, é que a canção e a cantora se tornaram famosas. Lili Marleen rapidamente se tornou popular entre os soldados germânicos do "front". O transmissor da rádio era poderoso e alcançava a Europa e o Mediterrâneo  e as tropas aliadas acabaram por apreciar a música também
O comando nazista não gostava da música triste sobre amantes separados, e Joseph Goebbels proibiu-a de tocar no rádio. Lale não apareceu em público por nove meses, não apenas por causa da canção, mas também pela sua amizade com Rolf Liebermann que era judeu, assim como outros artistas que ela conhecera em Zurique. Em desespero, Lale tentou cometer suicídio em 1943. Quando ela voltou a se apresentar, as autoridades exigiram várias condições e não poderia mais cantar Lili Marleen. Goebbels ordenou que a canção fosse refeita, com uma versão militarista, o que foi feito em junho de 1942. Nos últimos tempos da guerra, Lale Andersen apareceu em filmes de propaganda do regime, inclusive cantando em inglês Pouco depois do fim da Guerra, Lale se mudou para Langeoog, uma pequena ilha no Mar do Norte na costa da Alemanha.

### Carreira de Pós-Guerra
Depois da Guerra, Lale Andersen se casou com o compositor Artur Beul (1949). Em 1952 tentou se relançar como cantora gravando a canção Die blaue Nacht am Hafen, de sua autoria Em 1959 ela conseguiu outro grande sucesso musical com "Ein Schiff wird kommen…", uma versão dublada de "Never on Sunday", do filme do mesmo nome, cantada por Melina Mercouri.
Em 1961 participou como representante da Alemanha no Festival Eurovisão da Canção 1961 com Einmal sehen wir uns wieder, que conseguiu figurar apenas no 13º lugar com três pontos. Nos anos de 1960 excursionou pela Europa, Canadá e Estados Unidos, até se despedir profissionalmente em 1967. Dois anos depois ela publicou o livro Wie werde ich Haifisch? – Ein heiterer Ratgeber für alle, die Schlager singen, texten oder komponieren wollen e em 1972, pouco antes da sua morte, a autobiografia Der Himmel hat viele Farben (O céu era bem colorido), que conseguiu o primeiro lugar de livros mais vendidos da revista Der Spiegel.
Lale Andersen morreu de infarto do miocárdio em Viena, Áustria, com 67 anos de idade. Ela foi enterrado em cemitério na ilha de Langeoog.

## Lili Marleen, o filme
- Em 1981, foi lançado o filme Lili Marleen, baseado na vida de Lale Andersen, dirigigo pelo cineasta alemão Rainer Werner Fassbinder, e que tem a atriz polonesa Hanna Schygulla no papel principal.

## Textos
- Ahlborn-Wilke, D.: Wie Einst: In Memoriam Lale Andersen 1945–1972, Gauke Verlag, 1978; ISBN 3-87998-023-3. Em alemão.
- Ahlborn-Wilke, D.: Lale Andersen. Erinnerungen - Briefe - Bilder, 4th ed.; Gauke Verlag, 1990; ISBN 3-87998-058-6. Em alemão.
- Magnus-Andersen, L.: Lale Andersen, die Lili Marleen, Universitas Verlag, 1985; ISBN 3-8004-0895-3. Em alemão.